# Karen Cope Charles
Karen Cope Charles (geboren 6. November 1985 in San José) ist eine costa-ricanische Beachvolleyballspielerin.

## Karriere
Charles bildete seit 2013 ein Duo mit Natalia Alfaro, das zunächst auf der kontinentalen Tour spielte. 2015 nahmen Alfaro/Charles an der Weltmeisterschaft in den Niederlanden teil und schieden als Gruppenletzte in der Vorrunde aus. Kurz darauf wurden sie Achte bei den Panamerikanischen Spielen. Im Oktober 2015 absolvierten sie ihr erstes gemeinsames Open-Turnier in Puerto Vallarta. 2016 folgten weitere Auftritte bei den Maceió und Vitória Open sowie beim Grand Slam in Rio de Janeiro. Beim Continental Cup setzten sich Alfaro/Charles gegen die NORCECA-Konkurrenz durch und qualifizierten sich für die Olympischen Spiele. Hier schieden sie sieglos nach der Vorrunde aus. Auch bei der Weltmeisterschaft 2017 in Wien blieben Alfaro/Charles ohne Sieg.